# Oryctodromeus cubicularis
L'orictodromeo (Oryctodromeus cubicularis) è un dinosauro erbivoro appartenente agli ornitopodi. Visse all'inizio del Cretaceo superiore (Cenomaniano, circa 95 milioni di anni fa) e i suoi resti fossili sono stati ritrovati in Nordamerica (Montana e Idaho). È il primo dinosauro i cui fossili mostrano evidenze di comportamenti fossori.

## Descrizione
Questo dinosauro è conosciuto per tre scheletri incompleti ritrovati nella formazione Blackleaf (Montana) e per altri numerosi scheletri parziali dalla formazione Wayan (Idaho). Gli esemplari del Montana sono stati ritrovati in quella che sembrerebbe essere una tana scavata nel terreno. L'esemplare tipo è un adulto, di cui si sono conservati premascelle, parte della scatola cranica, numerose vertebre di gran parte della colonna vertebrale, costole, cinto pettorale, un braccio (esclusa la mano) e parte delle zampe posteriori. L'esemplare adulto, in vita, doveva superare di poco i due metri di lunghezza e pesare circa 20-30 chilogrammi, mentre gli altri due esemplari, giovani, dovevano raggiungere circa 1,3 metri di lunghezza.
Oryctodromeus, come molti ornitopodi primitivi, possedeva un corpo snello, una lunga coda e lunghe zampe posteriori. Secondo la descrizione originale (Varricchio et al., 2007) le vertebre caudali erano sprovviste dei tipici tendini ossificati degli ornitopodi; alcuni esemplari dell'Idaho, però, sembrerebbero conservare tendini nelle vertebre dorsali, sacrali e caudali. È probabile che Oryctodromeus possedesse tendini meno rigidi rispetto a quelli di altri ornitopodi, forse per potersi girare meglio all'interno della tana. Alcuni adattamenti degli arti anteriori, delle mascelle e della pelvi descritti negli esemplari del Montana sono stati ritenuti adattamenti che avrebbero potuto aiutare l'animale a smuovere e maneggiare il terreno. Tuttavia, secondo lo studio di Varricchio e colleghi, Oryctodromeus possedeva solo piccole modificazioni in confronto ad altri animali scavatori, come le talpe, le echidne e i vombati. Gli adattamenti di Oryctodromeus sarebbero più rapportabili a quelli presenti in alcuni animali adattati sia alla corsa che all'attività di scavo, come il protele crestato, le cavie e i conigli. Oryctodromeus era un animale bipede, e quindi le zampe anteriori modificate non incidevano sulla sua abilità nella corsa. 

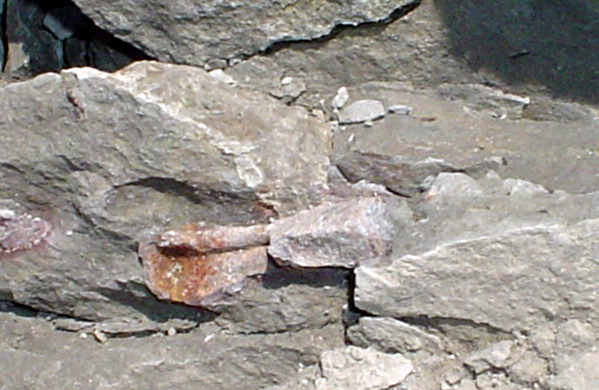
Vertebra caudale di Oryctodromeus nella formazione Wayan

## Classificazione
In un'analisi cladistica (Varricchio et al., 2007), Oryctodromeus è stato classificato come un Euornithopoda basale, strettamente imparentato con gli "ipsilofodontidi" Orodromeus e Zephyrosaurus, anch'essi rinvenuti nel Cretaceo del Montana. Questi animali condividono con Oryctodromeus adattamenti tali da poter essere utilizzati nello scavo, come ad esempio un muso largo. Inoltre alcuni esemplari di Orodromeus sono stati ritrovati in condizioni simili, suggerendo che anche questi animali potrebbero essersi conservati in una tana. Alcuni anni prima della descrizione di Oryctodromeus, Robert Bakker aveva già suggerito che alcuni piccoli ornitopodi potessero essere dinosauri scavatori: il paleontologo annunciò negli anni '90 che Drinker, del tardo Giurassico del Wyoming, vivesse in tane scavate nel terreno; tuttavia non è ancora stato pubblicato nulla in proposito. Nel 2010 è stato descritto un altro presunto parente di Oryctodromeus proveniente dalla Corea (Koreanosaurus), con adattamenti allo scavo ancor più marcati.

## Paleoecologia e paleobiologia
Come gran parte degli ornitopodi primitivi, Oryctodromeus era un piccolo erbivoro snello e veloce. Questa caratteristica, unitamente al luogo in cui sono stati ritrovati i fossili, ha condotto all'attribuzione del nome: Oryctodromeus cubicularis significa infatti "corridore - scavatore della tana", con riferimento al suo presunto stile di vita. La presenza di giovani insieme a un adulto suggerisce che vi fosse un qualche tipo di cura parentale, e che almeno uno dei motivi per la costruzione di una tana fosse quello di fornire riparo ai giovani. La taglia dei giovani, inoltre, suggerirebbe un periodo esteso di cure parentali.

### La tana
I tre esemplari di Oryctodromeus provenienti dal Montana furono trovati sepolti con i resti di una tana sotterranea, lunga circa due metri e larga 70 centimetri. La tana si è conservata in modo incompleto, ed era parte di un tunnel a forma di S. Gli scheletri erano schiacciati l'un contro l'altro e disarticolati; ciò indicherebbe che gli animali morirono e si decomposero all'interno della tana. La tana è simile a quelle scavate attualmente dalle iene e dai pulcinella di mare; fu riempita di sabbia, così da risultare costituita da arenaria in seguito alla fossilizzazione, e circondata da argilliti. Nella sezione di tana conservatasi erano presenti due svolte e cilindri di arenaria secondari, più piccoli (larghi al massimo qualche centimetro), prodotti probabilmente dall'attività di animali più piccoli che condividevano la tana (commensali). La grandezza della tana è simile alla taglia del dinosauro adulto (altra indicazione che fu l'adulto di Oryctodromeus a scavare la tana).